# Mały wielki wojownik
Mały wielki wojownik (org. tytuł 大兵小将, Da bing xiao jiang) – chińsko-hongkoński film akcji z 2010 roku w reżyserii Ding Shenga.
W pierwszy po premierze weekend film zarobił 15 000 000 renminbi w Chińskiej Republice Ludowej.

## Obsada
Źródło: Filmweb

- Jackie Chan – Jackie Chan
- Leehom Wang – generał Wei
- Yu Rongguang – kapitan Yu
- Yoo Seung-jun – książę Wen
- Lin Peng – śpiewaczka
- Xu Dongmei – Lou Fan Yan
- Ken Lo – gwardzista Yong
- Wu Yue – przywódca żebraków
- Jin Song – Lou Fan Wei
- Du Yuming – gwardzista Wu
- Wang Baoqiang – zwiadowca Liang
- Alan Ng – gwardzista Zhuo